# 준궤도 우주 비행
준궤도 우주 비행(sub-orbital spaceflight)은 우주선이 우주 공간에 도달하지만 그 궤적이 우주선이 발사된 중력체의 표면과 교차하는 우주 비행이다. 그러므로, 한 번의 궤도 회전을 마치지 못할 것이고, 인공위성이 되지도 않을 것이며, 탈출 속도에 도달하지도 않을 것이다.
예를 들어, 지구에서 발사된 물체가 카르만선(해발 약 83km(52마일)~100km(62마일))에 도달한 후 다시 지구로 떨어지는 경로는 준궤도 우주 비행으로 간주된다. 일부 준궤도 비행은 나중에 궤도 우주 비행을 위해 우주선과 발사체를 테스트하기 위해 수행되었다. 다른 차량은 준궤도 비행용으로만 특별히 설계되었다. 예로는 X-15 및 스페이스십투와 같은 유인 차량과 ICBM 및 소리 로켓과 같은 무인 차량이 포함된다.
낮은 지구 궤도로 진입하기에 충분한 속도를 달성한 다음 첫 번째 완전 궤도를 완료하기 전에 궤도를 벗어난 비행은 준궤도 비행으로 간주되지 않는다. 이에 대한 예로는 부분 궤도 폭격 시스템(Fractional Orbital Bombardment System)의 비행이 있다.
우주에 도달하지 못하는 비행은 여전히 준궤도(sub-orbital)라고 불리기도 하지만, 공식적으로는 "준궤도 우주비행"으로 분류될 수 없다. 일반적으로 로켓이 사용되지만 우주 총을 사용하여 일부 실험적인 준궤도 우주 비행도 달성되었다.

## 준궤도 우주 비행 프로젝트
- 루나 랜더 챌린지
- 일본 우주항공연구개발기구(JAXA)의 재사용 로켓 실험 계획